# 이하역
이하역(Iha station, 伊下驛)은 경상북도 안동시 와룡면에 위치했던 중앙선의 철도역이었다. 1941년 개업하였으며, 1984년 1월 4일에 역 구내에서 열차 추돌 사고가 일어난 적이 있다.
2020년 12월 17일에 영주역 ~ 무릉 구간 선개통으로 인하여 폐역되었다.

## 역명 유래
1914년 행정구역 폐합에 따라 구로동, 왕상곡, 율미곡, 미월, 서지리의 일부를 병합하여 이우리 아래쪽이 되므로 이하동(리)라 한데서 비롯되었다.

## 역사
- 1941년 7월 1일: 영업 개시[2]
- 1976년 7월 10일: 화물 취급 중지[3]
- 1977년 5월 16일: 수소 화물 취급 중지[4]
- 2007년 6월 1일: 여객 취급 중지
- 2010년 6월 1일 : 무배치간이역으로 격하
- 2020년 11월 12일 : 폐역 고시[5]
- 2020년 12월 17일 : 폐역[6]